# عويضة العامري
عويضة العامري (مواليد 15 مارس 1983) هو لاعب كرة قدم سعودي في مركز حراسة المرمى.
لعب سابقاً في أندية الأهلي والفيصلي والرياض والدرعية ونجد وعفيف.